# Гриффин (Джорджия)
Гриффин (англ. Griffin) — город в США, в штате Джорджия, административный центр округа Сполдинг.

## География

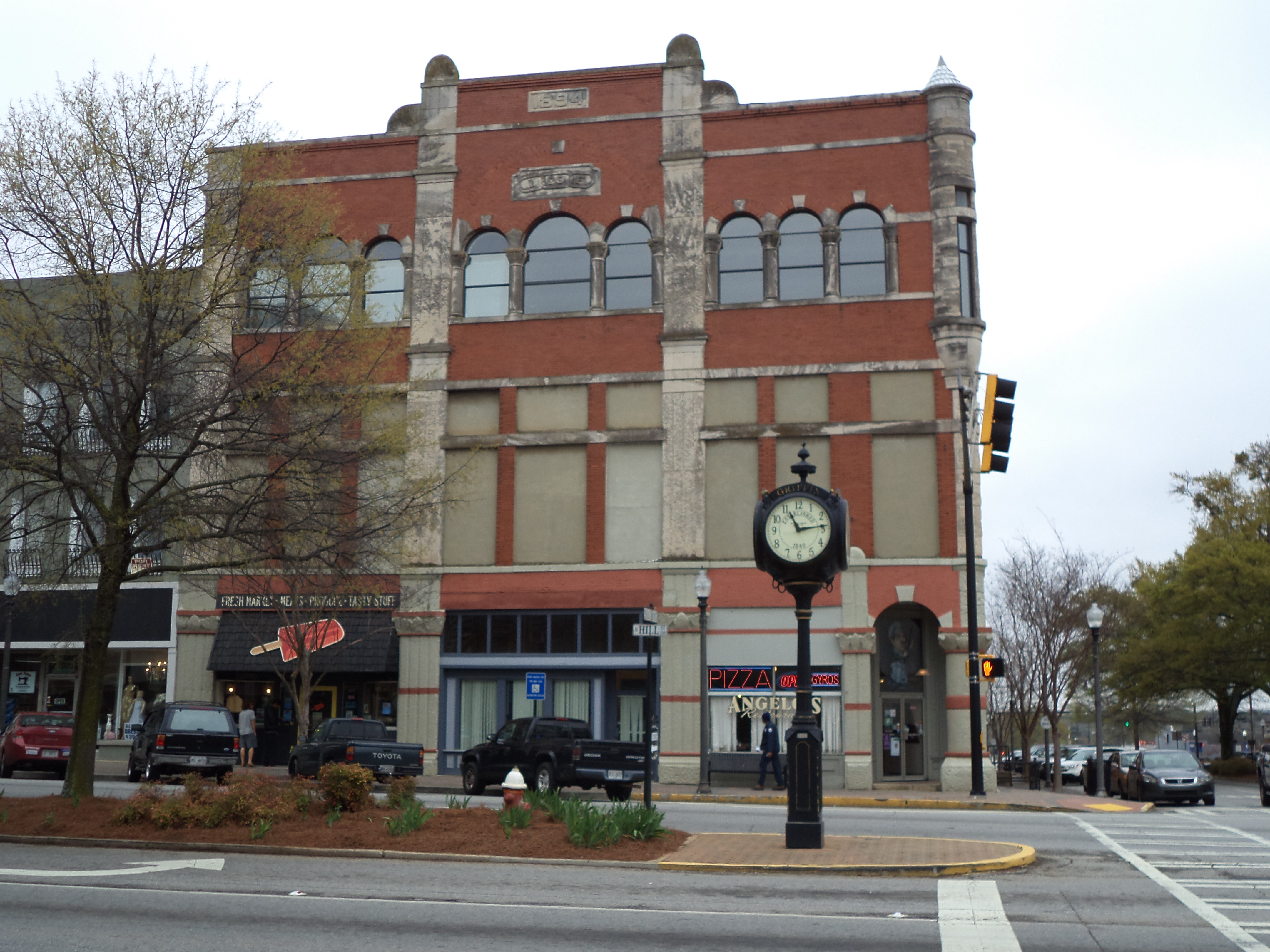
Здание на улице Ист-Соломон (1894 год)

Город расположен на северо-западе центральной части штата Джорджия. По данным Бюро переписи населения США площадь города составляет 37,8 км², из них примерно 0,3 км² (0,55 %) занимают открытые водные поверхности.

## Население
По данным переписи 2010 года население города составляет 23 643 человека.
По данным переписи 2000 года население насчитывало 23 451 человек. Плотность населения — около 624 чел/км². Расовый состав: белые (46,98 %); афроамериканцы (49,88 %); коренные американцы (0,17 %); азиаты (0,99 %); представители других рас (0,98 %) и представители двух и более рас (0,98 %). Латиноамериканцы всех рас составляют 2,22 % населения.
28,7 % населения города — лица в возрасте младше 18 лет; 9,8 % — от 18 до 24 лет; 28,9 % — от 25 до 44 лет; 18,8 % — от 45 до 64 лет и 13,8 % — 65 лет и старше. Средний возраст населения — 33 года. На каждые 100 женщин приходится 86,3 мужчин. На каждые 100 женщин в возрасте старше 18 лет — 80,2 мужчин.
Средний доход на домохозяйство — $30 088; средний доход на семью — $33 963. Средний доход на душу населения — $15 563. Примерно 17,7 % семей и 21,4 % населения проживали за чертой бедности.

## Известные уроженцы
- Док Холлидей — один из наиболее известных ганфайтеров Дикого Запада
- Вайомия Тайес — американская легкоатлетка, бегунья на короткие дистанции
- Ив Мейер — американская фотомодель, актриса и продюсер.